# Agrotacris madeirensis
Agrotacris madeirensis är en insektsart som beskrevs av Christiane Amédégnato 1985. Agrotacris madeirensis ingår i släktet Agrotacris och familjen gräshoppor. Inga underarter finns listade i Catalogue of Life.